# Wanborough (Wiltshire)
Pour les articles homonymes, voir Wanborough.
Wanborough est un village et une paroisse civile du Wiltshire, en Angleterre. Il est situé dans le nord-est du comté, à environ six kilomètres au sud-est de la ville de Swindon. Administrativement, il relève de l'autorité unitaire de Swindon. Au recensement de 2011, il comptait 2 069 habitants.